# Kurpfalz (Schiff, 1929)
Die Kurpfalz ist ein Fahrgastschiff in Deutschland.

## Geschichte
Das Schiff wurde 1929 auf der Schiffswerft Clausen in Oberwinter für Münz u. Söhne in Rolandswerth gebaut und trug zunächst den Namen Seeadler.
1954 wechselte die Seeadler zu Herbert Bossler in Bad Friedrichshall-Jagstfeld. Das Schiff war damals noch 21,85 Meter lang und 4,26 Meter breit. Es hatte laut Rheinschiffsregister von 1956 einen Tiefgang von 1,06 Metern und eine Maschine von Deutz mit 150 PSe. Die Seeadler durfte 200 Personen befördern.
1965 wurde das Schiff auf der Werft Ebert in Neckarsteinach umgebaut und erhielt den neuen Namen Regia Wimpina. Unter diesem Namen wurde das Fahrgastschiff in die Flotte der Personenschiffahrt Stumpf in Heilbronn übernommen, nachdem die Personenschiffahrt Herbert Bossler 1986 aufgelöst worden war. Zu diesem Zeitpunkt  war es für die Beförderung von 250 Personen zugelassen und mit einer 230-PS-Maschine von Deutz ausgestattet.

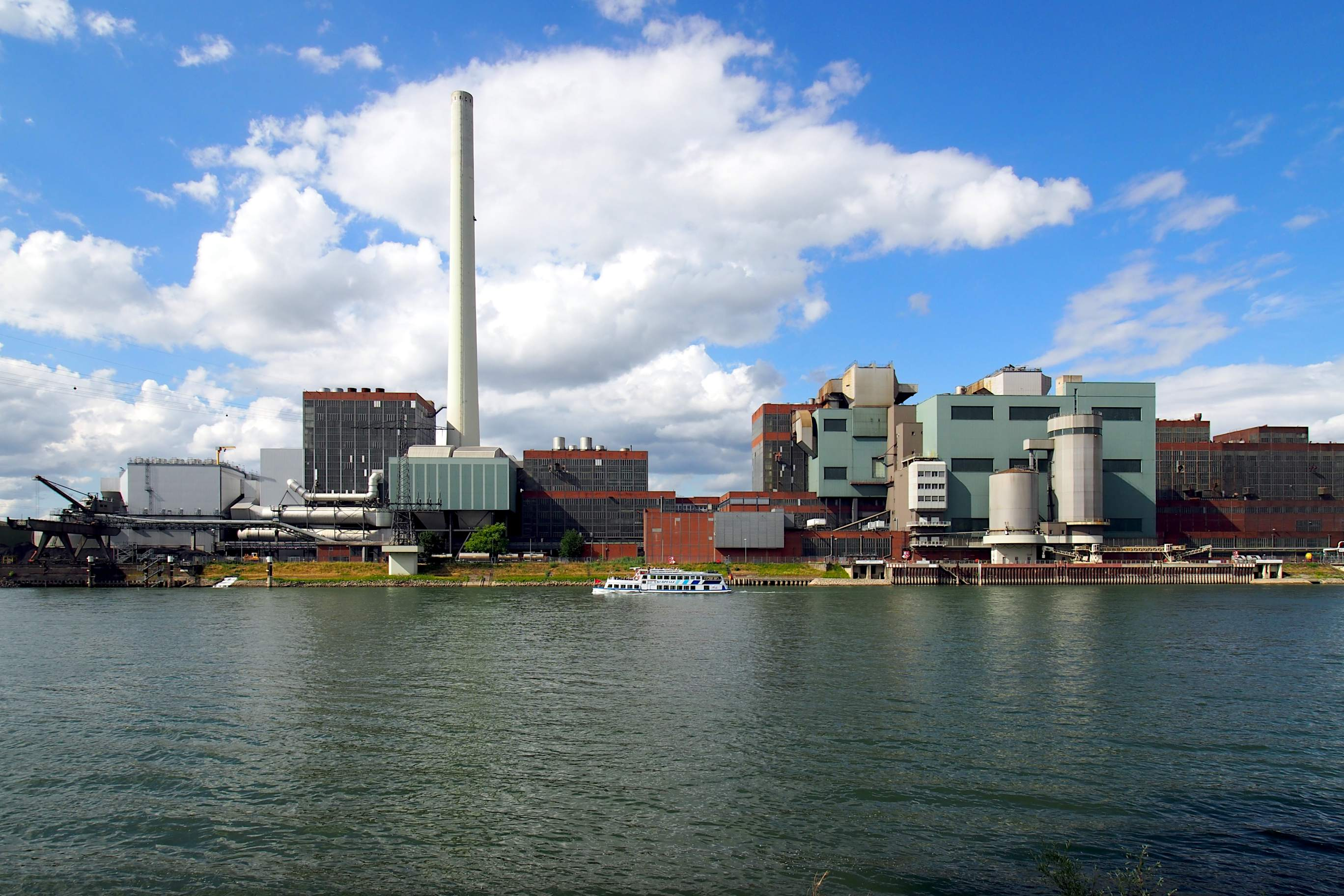
Die Kurpfalz im Juni 2022 auf dem Rhein

Ab 1997 fuhr das Schiff unter dem Namen Kurpfalz für die Kurpfalz Personenschiffahrt, die um das Jahr 2000 noch in Ludwigshafen ansässig war, später aber in Mannheim. Laut Schubert hatte es um das Jahr 2000 eine Zulassung für 220 Fahrgäste und einen Motor mit 230 PS.
Der Mannheimer Betrieb stand samt dem Schiff im Jahr 2022 zum Verkauf. Laut Exposé war die Kurpfalz zu diesem Zeitpunkt für maximal 221 Personen zugelassen und besaß einen Motor aus dem Jahr 2013 mit 355 PS.